# الحكومة الإماراتية (1971)
حكومة دولة الإمارات العربية المتحدة (1971)، هي الحكومة الأولى في تاريخ دولة الإمارات، تشكلت في 9 ديسمبر 1971 بعد قيام دولة الإمارات العربية المتحدة، وكانت برئاسة الشيخ مكتوم بن راشد آل مكتوم وتضمنت 25 وزيرًا بما فيهم الرئيس.

## تاريخ
تشكل مجلس الوزراء الأول في 9 ديسمبر 1971 أي بعد أشهر قليلة من قيام اتحاد دولة الإمارات الإمارات العربية المتحدة، حين أصدر رئيس الدولة الراحل الشيخ زايد بن سلطان المرسوم رقم 1 لسنة 1971 بتعيين الشيخ مكتوم بن راشد آل مكتوم كأول رئيس لمجلس وزراء دولة الإمارات العربية المتحدة.

## أعضاء مجلس الوزراء
1. الشيخ مكتوم بن راشد آل مكتوم، رئيس مجلس الوزراء
2. الشيخ حمدان بن راشد آل مكتوم، نائب لرئيس الوزراء ووزير المالية والاقتصاد والصناعة
3. الشيخ مبارك بن محمد آل نهيان، وزير الداخلية
4. الشيخ محمد بن راشد آل مكتوم، وزير الدفاع
5. أحمد خليفة السويدي، وزير الخارجية
6. الشيخ سلطان بن أحمد المعلا، وزير الصحة
7. الشيخ محمد بن سلطان القاسمي، وزير الأشغال العامة
8. الشيخ سلطان بن محمد القاسمي، وزير التربية والتعليم
9. الشيخ عبد العزيز بن راشد النعيمي، وزير المواصلات
10. الشيخ حمد بن محمد الشرقي، وزير الزراعة والثروة السمكية
11. أحمد بن حامد ، وزير الإعلام
12. أحمد بن سلطان بن سليم، وزير الدولة للشؤون المالية والاقتصادية
13. محمد سعيد الملا، وزير الدولة لشؤون الاتحاد والخليج ووزير الكهرباء بالوكالة
14. محمد خليفة الكندي، وزير التخطيط ووزير الإسكان بالوكالة
15. محمد حبروش السويدي، وزير الدولة ، ووزير الدولة لشؤون المجلس الأعلى
16. عتيبة بن عبدالله العتيبة ، وزير الدولة لشؤون مجلس الوزراء
17. عبدالله بن عمران تريم، وزير العدل
18. راشد بن حميد، وزير الشباب والرياضة
19. ثاني بن عيسى حارب، وزير العمل والشؤون الاجتماعية.
20. الشيخ حمد بن سيف الشرقي، وزير الدولة

## التعديلات الوزارية
أجري على هذه الحكومة أربع تعديلات وزارية كما يلي:
1. تعديل أول بتعيين حمد بن سيف الشرقي وزيرا للدولة.
2. تعديل ثان بتعيين عبد الله عمران تريم وزيرا للتربية والتعليم وأحمد بن سلطان القاسمي وزيرا للعدل.
3. تعديل ثالث بتعيين حمودة بن علي وزير دولة للشؤون الداخلية.
4. تعديل رابع بتعيين عتيبة عبد الله العتيبة وزيرا لشؤون مجلس الوزراء.